# Правило за голове на чужд терен
Правилото за голове на чужд терен е правило във футбола и в други спортове, чрез което се определя победител при равенство в общия резултат след изиграване на 2 мача в директни елиминации. Правилото гласи, че отборът отбелязал повече голове на чужд терен продължава напред.

## Пример
| 2:2              | Общ резултат |                | 0:1 | 1:2 |
| ---------------- | ------------ | -------------- | --- | --- |
| Локомотив Москва | 2:2          | Атлетик Билбао | 2:1 | 0:1 |

Локомотив Москва печели домакинския си мач с 2:1, но губи гостуването с 0:1. Общият резултат е 2:2, но Атлетик Билбао има попадение при гостуването си в Русия и продължава напред.